# Mirza (titre)
Pour les articles homonymes, voir Mirza (homonymie) et Murza (homonymie).

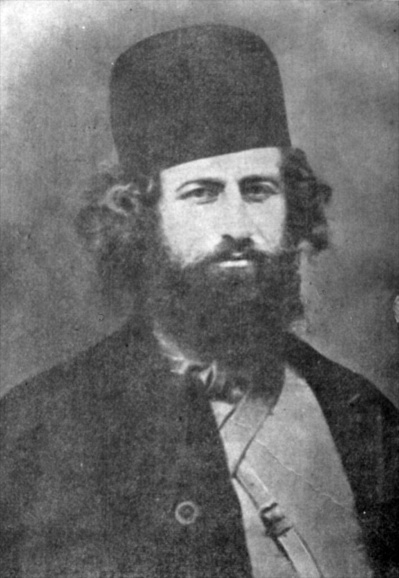
Le révolutionnaire Mirza Koutchak Khan (1880-1921), dont le père était un « grand mirza » (mirza bozorg), fut surnommé « petit mirza » (mirza koutchak).

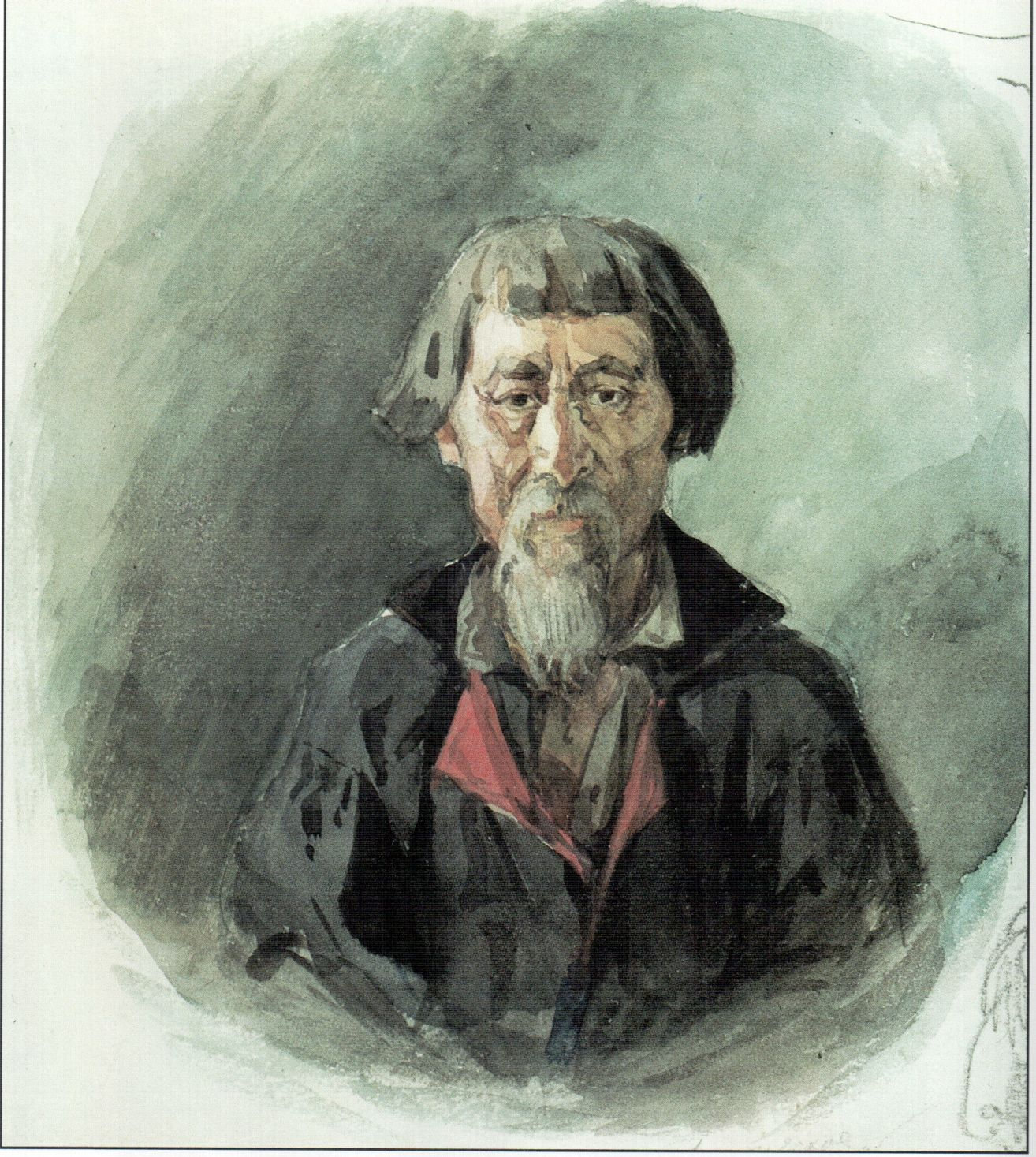
Vassili Sourikov, Portrait de mourza, 1873

Le titre mirza vient du persan میرزا mīrzā, contraction d’amīrzāda (prononcé en persan iranien amirzâdé). La première partie du mot, mīr, est une contraction de l'arabe امير amīr signifiant « émir », et la deuxième partie, zā, est une contraction du persan زاده zāda signifiant « né ». Mirza signifie donc littéralement « né d'un émir ». Le titre est aussi écrit mourza, murza ou morza (avec, comme pluriel, morzalar) pour représenter la prononciation [mɨrˈza] dans les langues turque (mırza), tatare et russe (мырза) du mot, que ces langues ont emprunté au persan. 
Le titre mīrzā désigne les princes perses et, par métonymie, les aristocrates des peuples cavaliers de la steppe eurasienne, passés du tengrisme à l'islam : khazars, pétchénègues, coumans, circassiens ou tatars, ainsi que ceux des khanats musulmans et turcophones de Crimée, de Kazan, d'Astrakhan, de Kokand, de Khiva ou de Boukhara et jusque chez les musulmans de l'Inde moghole. La version kurde du mot amirzadeh est mīr, équivalent d’« émir » chez les anciens chefs kurdes.
Avec l'affaiblissement ou la disparition de ces États à partir du XVIe siècle, beaucoup de morzalar entrent au service des empires perse, turc ou russe ; d'autres deviennent caravaniers ou même pillards. À ceux qui passent au christianisme, l'impératrice Catherine II de Russie donne des droits équivalents à ceux de la noblesse russe. Les morzalar devenus russes doivent émigrer, comme les autres nobles russes, après la révolution d'Octobre.